# Фрэнсис, Тим
Харольд Хайтон Фрэнсис (англ. Harold Huyton Francis; 1 мая 1928, Окленд — 2 января 2016, Веллингтон, Новая Зеландия), известен также как Тим Фрэнсис (англ. Tim Francis) — новозеландский дипломат.

## Биография и карьера
Родился в Окленде.
Получил высшее образование в Оклендском университете, закончив его с отличием по английскому языку, истории и политологии и выиграв стипендию для продолжения образования в Оксфордском университете, где получил вторую академическую степень по истории.
В период обучения в Великобритании, встретил свою будущую жену Шерру, на которой там и женился, прожив с супругой 65 лет до самой смерти и став отцом трёх детей — старшего сына Пола и дочерей Сары и Эммы.
Несмотря на возможность продолжать образование в Оксфорде на степень PhD, предпочел в 1954 году вернуться вместе с женой на родину и начать службу на предложенной ему позиции в новозеландском министерстве иностранных дел.
Дипломатическая карьера Тима Фрэнсиса началась в 1960-х годах с обязанностей дипломатического курьера в Лондоне и Вашингтоне.
Впоследствии молодой дипломат исполнял обязанности главы нескольких дипломатических миссий. В 1970-1974 годах он был высоким комиссаром (аналог чрезвычайного и полномочного посла в отношениях между странами Содружества) Новой Зеландии в Сингапуре. В 1978-1982 Фоэнсис работал постоянным представителем Новой Зеландии при штаб-квартире ООН в Нью-Йорке. Вернувшись в Новую Зеландию, исполнял обязанности зам. секретаря Министерства иностранных дел Новой Зеландии.
В перерыве между дипломатическими постами, в 1984-1988 он работал на посту администратора (фактического главы местного правительства) зависимой территории Новой Зеландии Токелау.
Последним дипломатическим постом Тима Фрэнсиса стала должность чрезвычайного и полномочного посла в США, которую он исполнял с 1988 по 1991 год.
После окончания своей посольской каденции в США в 1992 году Фрэнсис ушёл в отставку, после чего продолжал жить с семьёй в Веллингтоне. Вместе с женой коллекционировал искусство, поддердивал ряд новозеландских художников.
За год до смерти у Тима Фрэнсиса был диагностирован рак, однако отставной дипломат оставался активным практически до смерти. 
Умер ночью с 1 на 2 января 2016 года. Панихида по покойному состоялась 7 января 2016 года в церкви Св. Петра на Уиллис-стрит в Веллингтоне.